# Patrick McDonough
Patrick McDonough (Long Beach, 22 luglio 1961) è un ex pistard statunitense.

## Palmarès

### Olimpiadi
- 1 medaglia:
  - 1 argento (Los Angeles 1984 nell'inseguimento a squadre)